# Reserva Nacional Tambopata
Die Reserva Nacional Tambopata ist ein nationales Schutzgebiet in Südost-Peru in der Region Madre de Dios. Es wurde am 4. September 2000 eingerichtet. Verwaltet wird es von der staatlichen Naturschutz-Agentur Servicio Nacional de Areas Naturales Protegidas por el Estado (SERNANP). Das Areal besitzt eine Fläche von 2746,9 km². Es wird in der IUCN-Kategorie VI als ein Schutzgebiet geführt, dessen Management der nachhaltigen Nutzung natürlicher Ökosysteme und Lebensräume dient. Es dient der Erhaltung der tropischen Regenwälder südlich des Flusses Río Madre de Dios und damit einem Ökosystem bedrohter Pflanzen- und Tierarten.

## Lage
Das Schutzgebiet liegt in den Distrikten Inambari und Tambopata der Provinz Tambopata. Es befindet sich 30 km südlich der Regionshauptstadt Puerto Maldonado. Das Schutzgebiet wird im Norden von den Flüssen Río Malinousqui, Río Tambopata und Río Madre de Dios begrenzt. Im Osten reicht es bis an die bolivianische Grenze. Das Schutzgebiet grenzt im Süden an den Nationalpark Bahuaja Sonene.

## Ökologie
Im Schutzgebiet wurden 632 Vogelarten erfasst, 1200 Schmetterlingsarten, 103 Amphibienarten, 180 Fischarten, 169 Säugetierarten sowie 103 Reptilienarten. Zu den Säugetieren gehört der Riesenotter (Pteronura brasiliensis), der Südamerikanische Fischotter (Lontra longicaudis), der Jaguarundi (Puma yagouaroundi), der Puma (Puma concolor), der Jaguar (Panthera onca), der Ozelot (Leopardus pardalis) und die Langschwanzkatze (Leopardus wiedii). Ferner kommt der Schwarzgesichtklammeraffe (Ateles chamek), der Braunrückentamarin (Leontocebus fuscicollis), der Kaiserschnurrbarttamarin (Saguinus imperator), der Rote Brüllaffe (Alouatta seniculus), der Schwarzköpfige Nachtaffe (Aotus nigriceps), der Braune Wollaffe (Lagothrix lagotricha), der Bolivianische Totenkopfaffe (Saimiri boliviensis), der Weißstirn-Kapuzineraffe (Cebus albifrons) und der Gehaubte Kapuziner (Sapajus apella) in dem Areal vor. Weiterhin wären zu nennen: der Flachlandtapir (Tapirus terrestris), das Weißbartpekari (Tayassu pecari), das Halsbandpekari (Pecari tajacu), der Großmazama (Mazama americana), der Graumazama (Mazama gouazoubira), das Hoffmann-Zweifingerfaultier (Choloepus hoffmanni) und das Braunkehl-Faultier (Bradypus variegatus). Zur Vogelwelt gehört die Harpyie (Harpia harpyja), der Würgadler (Morphnus guianensis), der Amazonashokko (Mitu tuberosum), der Hornhokko (Pauxi unicornis) und Karunkelhokko (Crax globulosa). Zu den Reptilien im Schutzgebiet gehört die Grüne Hundskopfboa (Corallus caninus), die Grüne Jararaca (Bothrops bilineatus), die Abgottschlange (Boa constrictor), der Südamerikanische Buschmeister (Lachesis muta), der Schwarze Kaiman (Melanosuchus niger), der Krokodilkaiman (Caiman crocodilus) und die Terekay-Schienenschildkröte (Podocnemis unifilis). Die Fischwelt ist u. a. mit folgenden Arten vertreten: Prochilodus nigricans aus der Familie der Barbensalmler, der Riesenantennenwels (Brachyplatystoma filamentosum), Potamorhina latior aus der Familie der Breitlingssalmler, der Zungarowels (Brachyplatystoma flavicans) und Piaractus brachipomun. Weiterhin kommt in den Gewässern die Gattung Brycon, Schizodon fasciatus aus der Familie der Engmaulsalmler sowie die Gattung Pimelodus aus der Familie der Antennenwelse vor. Außerdem wurden 1255 verschiedene Pflanzenarten gezählt.

## Bilder von im Schutzgebiet vorkommenden Tieren

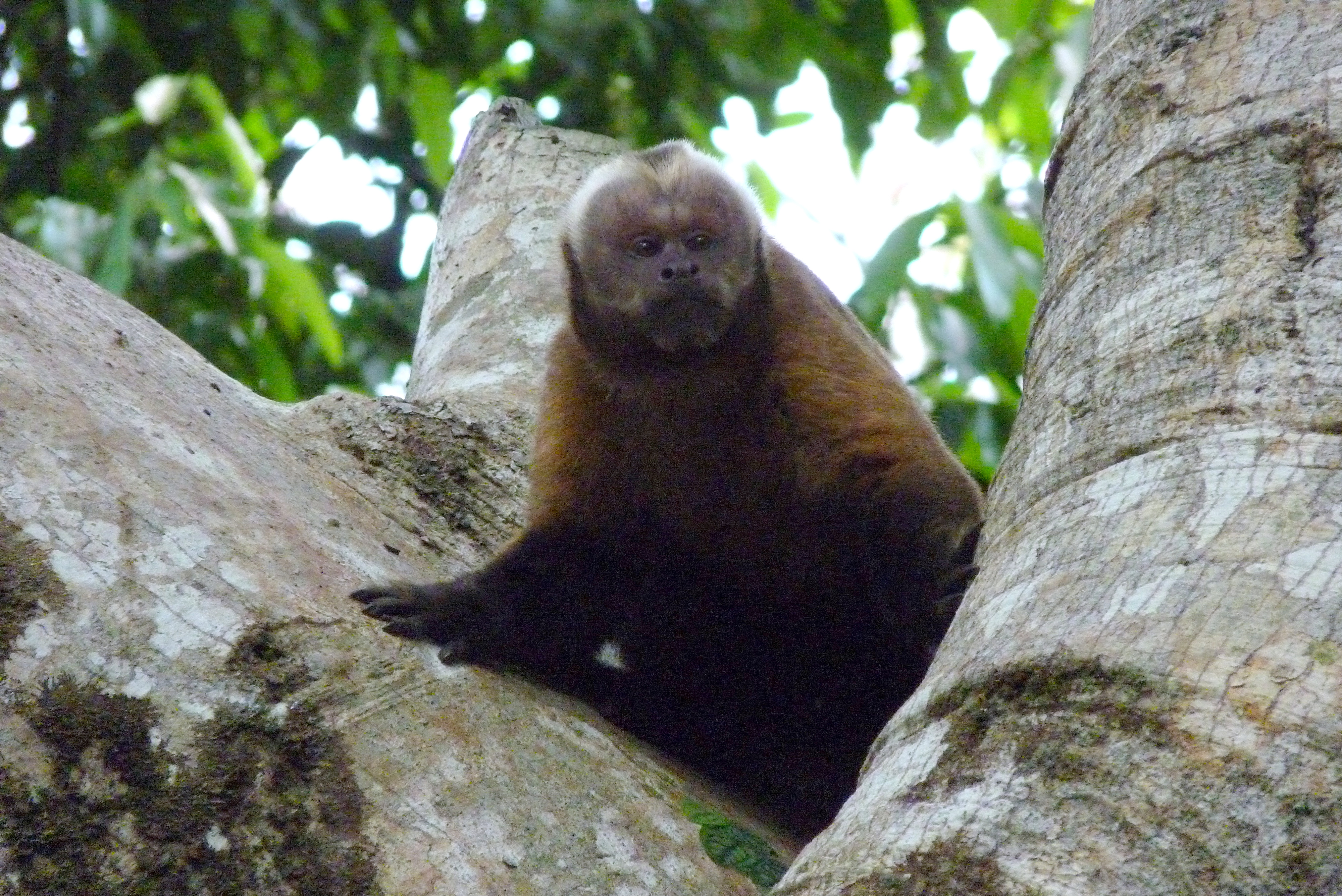
Gehaubter Kapuziner
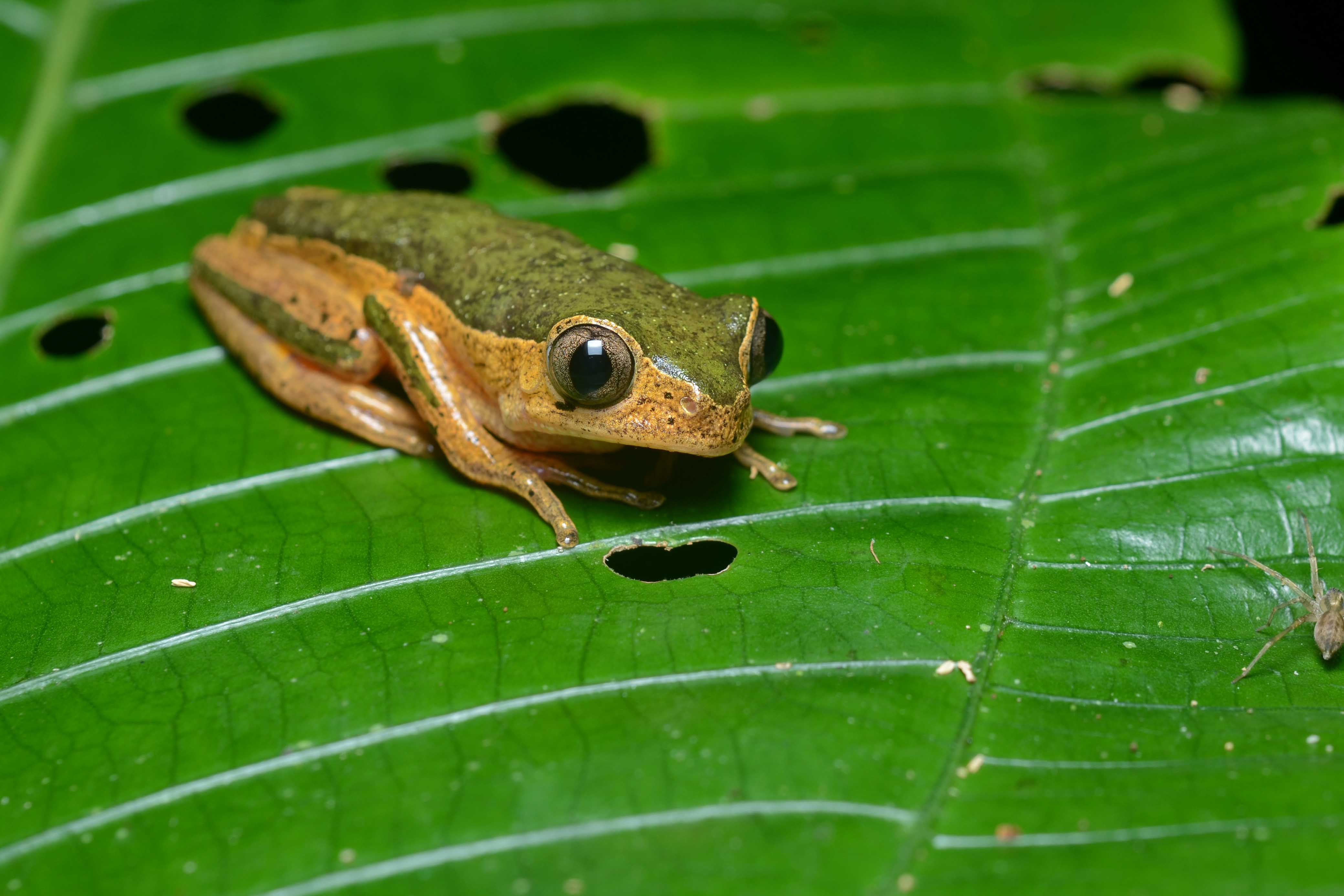
Pithecopus palliatus
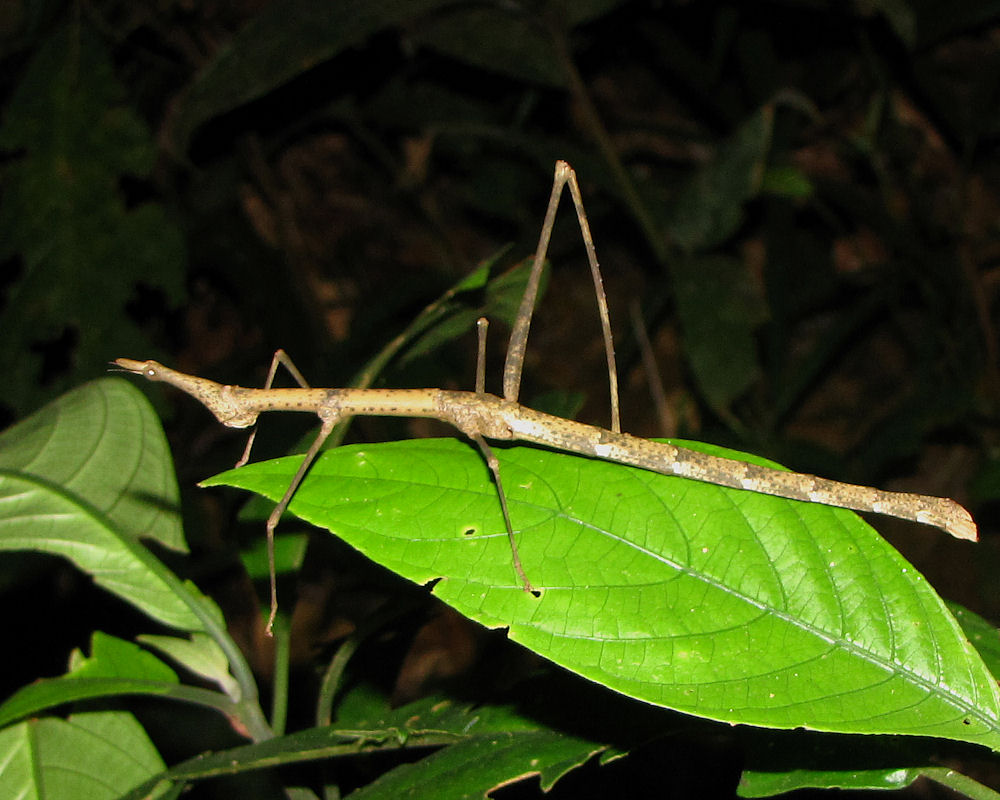
Pseudoproscopia scabra
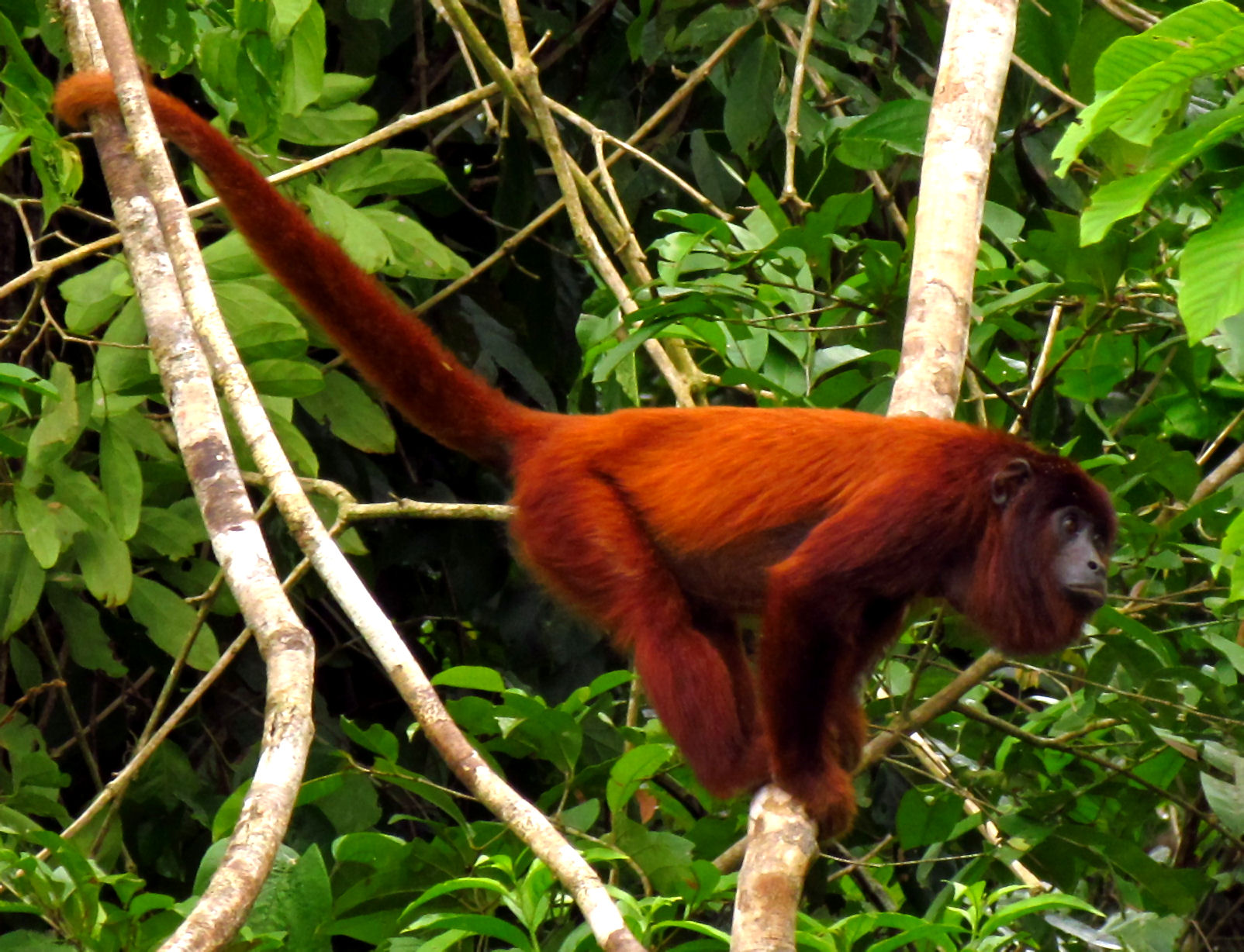
Roter Brüllaffe
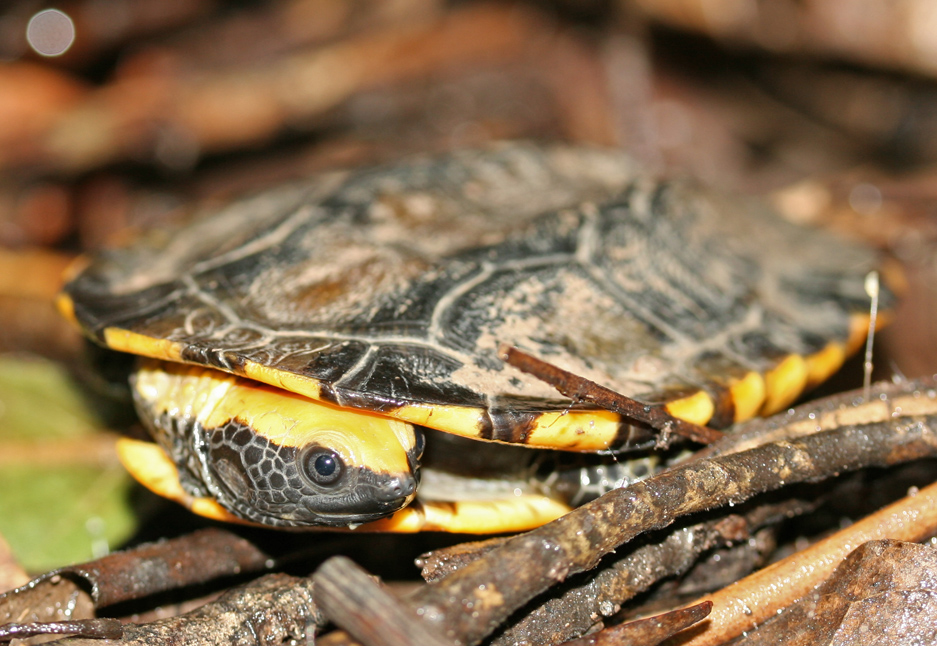
Rotkopf-Plattschildkröte